# Румяна Секулова
Румяна Секулова Крумова е българска художничка (живопис, акварел, приложни изкуства) и педагожка.
Работи основно живопис и текстил за интериор. Участва в представителни изложби на приложните изкуства в България и реализира самостоятелни изложби с живопис и стенни килими в България и в чужбина. Председател е на фондация Арт център „Професор Секул Крумов“.

## Биография
Родена е в София на 11 септември 1954 г. Дъщеря е на известния български скулптор проф. Секул Крумов.
Завършва Художествената гимназия в София (1973), дипломира се в НХА, София по специалност „Стенопис“ през 1978 г. Специализира в Майсторския клас по текстил при проф. Маргарете Радер-Сулек в Академията за приложни изкуства, Виена през 1989 г. Защитава докторска степен по изкуствознание в департамент „Дизайн“ в НБУ, София през 2013 г.
Преподава дизайн в Югозападния университет „Неофит Рилски“ (2008) и Пловдивския университет „Паисий Хилендарски“ (2013), също рисуване и дизайн в Европейския политехнически университет в Перник от 2010 до 2015 г.
Член е на Съюза на българските художници от 1983 г. Основава фондация „Арт център проф. Секул Крумов“ в Перник за популяризиране творчеството на скулптора през 2007 г. Издава „Албумно юбилейно издание с избрани творби скулптура на Секул Крумов 4“ и организира пленери и изложби с живопис и симпозиум по реалистична скулптура през 2008 г.
Секулова е куратор на изложбите:
- Изложба „Първи пленер на Арт център проф. Секул Крумов 5“ – живопис и скулптура, галерия КИЦ, Перник, септември 2008 г.
- Изложба „Милоглед“ – живопис, Клуб на историка, Перник, декември 2008 г.
- Вечер 9, посветена на проф. Секул Крумов – Клуб на дейците на културата, Перник, ноември 2013 г.
- Първи Симпозиум по реалистична скулптура 10 – септември, кв. Тева, Перник, 2014 г.

## Творчество
След дипломирането си Секулова работи стенни килими за конкретна архитектурна среда съвместно с изявени български архитекти. По-значими нейни монументални стенни килими са реализирани в българските посолства в Германия, Етиопия и Корея, нощен бар в хотел „Глобус“ (Слънчев бряг), в хотел „Смолян“ (Смолян), фоайе на летище Пловдив и др. През периода 1979 – 1990 г. излага редовно свои стенни килими в общи художествени изложби на приложните изкуства в България, както и текстил за интериор в Първото биенале на българския дизайн (2008), в биеналетата по текстил в град Сомбатхей, Унгария (1982) и в град Грац, Австрия (1984).
От 2006 г. до днес работи в областта на живописта, изпълнена в маслени бои, пастел и акварел, която излага в самостоятелни изложби. Участва в пленери по живопис в Рударци, България (2008) и в международни пленери в Сърбия през 2010 и 2014 г.
Нейни творби са притежание на Националния музей за приложни изкуства, София, Министерството на културата, Министерството на просветата, Българския олимпийски комитет, частни колекции в България, Австрия, Италия, Франция и Дания.

## Изложби
Избрани самостоятелни изложби
- 2015: „Полъх от ю“ 11, стенни килими и живопис – галерия „Артур“, София
- 2013: „The Mediterranean“, живопис – галерия „Арт салон“, Перник
- 2010: „Средиземноморски спомени“, живопис – галерия „Алма Матер“, СУ „Климент Охридски“, София
- 2007: „Из Тунис“, живопис – галерия „Сиди бу Саид“, Тунис
- 2003: Текстил за интериор – галерия „Г. Майо“, Мадрид
- 1998: Стенни килими – галерия „Фестинвест“, София
- 1996: Текстил за интериор – галерия „Натали 3“, София
- 1992: Стенни килими – галерия „Винсент“, Копенхаген
- 1992: Стенни килими – галерия „Маргит Линке“, Пьортшах, Австрия
- 1988: Стенни килими – Български културен център, Берлин
- 1988: Стенни килими – Национален музей, Дамаск
- 1987: Стенни килими – Дом Витгенщайн, Виена